# 藤垣裕子
藤垣裕子（ふじがき ゆうこ、1962年4月19日-　）は、日本の科学論・科学技術社会論研究者、東京大学教授。

## 来歴
東京都生まれ。旧姓・林。桜蔭高等学校を経て、1985年東京大学教養学部基礎科学科卒業、90年同大学院総合文化研究科広域科学専攻博士課程修了、「情報処理技術者における作業関連ストレスとワークロード」で学術博士。90年東大教養学部助手、1996年10月科学技術庁科学技術政策研究所主任研究官、2000年東京大学総合文化研究科広域システム科学系助教授、2007年准教授、2010年教授。

## 著書
- 『ソフトウェア技術者の職業性ストレス』労働科学研究所出版部 労働科学叢書 1992
- 『専門知と公共性 科学技術社会論の構築へ向けて』東京大学出版会 2003
- 『科学者の社会的責任』 岩波書店 2018

### 共編著
- 『研究評価・科学論のための科学計量学入門』調麻佐志、平川秀幸、富沢宏之共著 丸善 2004
- 『科学技術社会論の技法』編 東京大学出版会 2005
- 『社会技術概論』小林信一,小林傳司共編著 放送大学教育振興会 2007
- 『科学コミュニケーション論』廣野喜幸共編 東京大学出版会 2008
- 『社会人のための東大科学講座 科学技術インタープリター養成プログラム』石浦章一,黒田玲子,長谷川寿一,松井孝典,村上陽一郎共著 講談社 2008
- 『Lessons from Fukushima: Japanese Case Studies on Science and Technology Studies』編　Springer, 2015
- 『大人になるためのリベラルアーツ　思考演習12題』石井洋二郎共著 東京大学出版会 2017
- 『東大教授が考えるあたらしい教養』柳川範之共著 幻冬舎 2019
- 『科学技術社会論の挑戦１ 科学技術社会論とは何か』小林傳司,塚原修一,平田光司,中島秀人共著 東京大学出版会 2020
- 『科学技術社会論の挑戦２ 具体的課題群』小林傳司,塚原修一,平田光司,中島秀人共著 東京大学出版会 2020

### 翻訳
- セオドア・M・ポーター『数値と客観性 科学と社会における信頼の獲得』みすず書房 2013
- ルート・ライデスドルフ『科学計量学の挑戦 コミュニケーションの自己組織化』富沢宏之共訳 玉川大学出版部 2001

## 参考
- 『駒場2001』
- Ｊ-GLOBAL